# 安德烈·佐兹
安德烈·佐兹（義大利語：Andrea Zorzi，1965年7月29日—），意大利前男子排球運動員。他在1990年和1994年兩次幫助意大利獲得世界排球錦標賽的冠軍。他也代表意大利參加了奧運會的賽事。